# Santa Lucía (Wenezuela)
Santa Lucía – miasto w Wenezueli, w stanie Miranda, siedziba gminy  Paz Castillo.
Według danych szacunkowych na rok 2015 liczy 121 700 mieszkańców.